# Aeroportul Internațional Palmerston North
Aeroportul Internațional Palmerston North (IATA: PMR, ICAO: NZPM) este un aeroport din Palmerston North⁠(d), Palmerston North City⁠(d), Manawatū-Whanganui Region⁠(d), Noua Zeelandă ce deservește zona Palmerston North⁠(d). Aeroportul a fost tranzitat în 2022 de 323.615 pasageri. A fost deschis în 1931 și numit după zona deservită.
Situat la o altitudine de 46 m, aeroportul dispune de o singură pistă.